# 飯盛山 (岬町)
飯盛山（いいもりやま）は、大阪府泉南郡岬町淡輪にある標高384.5mの山である。和泉山脈の西端に位置し、紀泉アルプスを構成している。現在、大阪府と岬町の間に大阪府立自然公園設置構想がある。泉南飯盛山と表記する文献もある。

## 山頂からの景色
山体はその名の通りご飯を盛ったような形をしており、標高384.5mという低山ながら存在感を与えている。周辺には葛城修験行場、旧日本軍が築いた由良要塞地帯の名残りの石碑が残されている。和泉山脈の西端部に位置しており、大阪湾がすぐ側にまで迫っている。その為、眼下に大阪湾や湾内の関西空港、海を挟んで反対側の淡路島、神戸市街、明石海峡大橋などを一望できる。特に関西空港に関して言えば、離着陸する飛行機の様子も眺められる。

## アクセス
難波、新今宮、和歌山市などから南海電車で淡輪駅へ。淡輪駅から宇度墓古墳、淡輪遺跡、鴻ノ巣古墳、西谷寺・建武地蔵、千間寺跡と行き、飯盛山頂まで約9.5km。

## 脚註
1. 1 2 3  飯盛山（ヤマケイオンライン 2013年2月18日閲覧）
2. 1 2 3  飯盛山ハイキング 岬町教育委員会事務局 生涯学習課 生涯学習係
3. ↑  ウォッちず
4. ↑  みどりの推進のための施策（岬町 PDF 2013年2月18日閲覧）
5. ↑  大阪府山岳連盟編『大阪50山』ナカニシヤ出版、2002年 ISBN 9784888487405
6. ↑  “大阪府立阪南・岬自然公園指定書案”.   大阪府. p. 3. 2019年10月30日閲覧。